# Charlotte-Marie de Lorraine

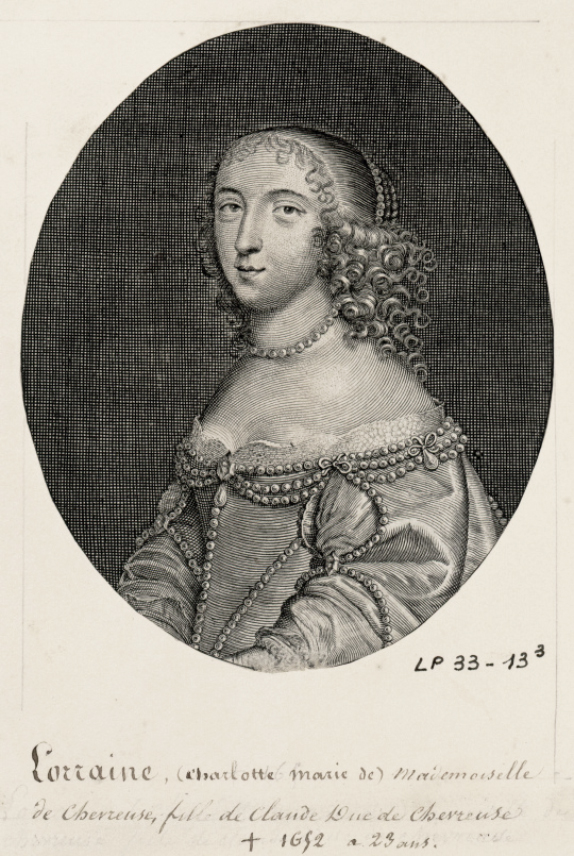

Charlotte-Marie de Lorraine, Mademoiselle de Chevreuse, (* 1627 in Richmond, Großbritannien; † 7. November 1652 in Paris, Königreich Frankreich) war eine französische Adelige.

## Leben
Charlotte-Marie de Lorraine war die Tochter von Marie de Rohan und Claude de Lorraine, Herzogin und Herzog von Chevreuse. Sie hatte zwei Schwestern, Anne-Marie de Lorraine (1624–1652), Koadjutorin der Abtei Remiremont und Henriette de Lorraine (1631–1693), Äbtissin der Abtei Notre-Dame de Jouarre. Sie war Halbschwester von Louis-Charles d’Albert de Luynes (1620–1690), 2. Herzog von Luynes.
Ende August 1643 war ihre Mutter am Cabale des Importants unter Führung von François de Vendôme, Herzog von Beaufort, beteiligt. Marie de Rohan konnte von Anne von Österreich nichts nachgewiesen werden und Charlotte-Marie folgte ihrer Mutter ins Exil auf Schloss Couzières. Nachdem Anna von Österreich beschlossen hatte, sie weiter fernzuhalten, flohen Marie de Rohan und ihre Tochter Charlotte-Marie nach Saint-Malo, um sich nach England einzuschiffen, in der Hoffnung, von König Karl I. von England gut aufgenommen zu werden. Durch die Intervention des spanischen Botschafters gelangten sie schließlich in die Spanischen Niederlande, wo sie sich in Brüssel niederließen.
Charlotte-Marie de Lorraine, damals als Mademoiselle de Chevreuse bekannt, war während der Fronde (1648–1653), die Mätresse von Jean-François Paul de Gondi (1613–1679), dem späteren Kardinal de Retz. Sie wandte sich danach Ludwig II. de La Trémoille, Herzog von Noirmoutier, und Louis-François Le Fèvre de Caumartin zu.
Sie wurde Armand de Bourbon, Prince de Conti, einem Prinzen von Geblüt, versprochen. Die Hochzeit fand aber nicht statt. Charlotte-Marie de Lorraine wurde darauf mit Paolo Mancini, dem Neffen von Kardinal Mazarin, verlobt.
Kurz vor ihrem Tod wurde sie die Geliebte von Abbé Basile Fouquet, dem Bruder von Nicolas Fouquet. Sie starb im Alter von 25 Jahren.